# Dig-Dig-Joy (canção)
"Dig-Dig-Joy" é uma canção da dupla brasileira Sandy & Junior, lançada como single do álbum homônimo (1996). O videoclipe da canção mostra a dupla em um shopping de Campinas executando a coreografia da música, que é uma brincadeira. A canção se tornou um dos singles mais bem sucedidos do álbum, que vendeu 700 mil cópias e foi certificado com ouro pela Pro-Música Brasil. "Dig-Dig-Joy" foi composta por Sergio Carrer e Zé Henrique.

## Recepção
Embora a canção tenha sido um sucesso entre o público infantojuvenil na época de seu lançamento, impulsionando as vendas do álbum Dig-Dig-Joy, ela não durou muito tempo na setlist das turnês da dupla. Sandy explicou o motivo numa entrevista para o portal da Rede Globo GShow, dizendo que "a gente cresceu e a música era um pouco mais infantil". Ela também explicou o que significa "Dig-Dig-Joy": "[...] era uma brincadeira. A gente ficava em roda com vários participantes, um fazia um gesto e o outro tinha que imitar. Ia acumulando os gestos, você tinha que ir fazendo na sequência e não podia esquecer." Apesar da canção não ter durado muito tempo nos shows da dupla, ela se tornou um de seus hits mais memoráveis.